# Epicephala vermiformis
Epicephala vermiformis är en fjärilsart som beskrevs av Edward Meyrick 1936. Epicephala vermiformis ingår i släktet Epicephala och familjen styltmalar. Inga underarter finns listade i Catalogue of Life.